# A GIRL IN SUMMER
《A GIRL IN SUMMER》는 마쓰토야 유미의 34번째 오리지널 앨범이다. 2006년 5월 24일에 도시바 EMI에서 발매되었다.

## 해설
- 전작으로부터 약 1년반만의 오리지널 앨범이다.
- 발매 전에 iTunes Music Store에서 일부 곡이 먼저 판매되는 획기적인 시도도 있었다. 《A GIRL IN SUMMER iTMS edition》란 이름으로 여섯 곡이 먼저 판매되었고, 나머지 여섯 곡은 6월 21일부터 판매가 시작되었다.
- 앨범 발매를 전후한 4월 14일부터 7월 17일까지 ‘THE LAST WEDNESDAY TOUR’가 개최되었다.
- 오리콘 주간 앨범 차트에 41번째 작품의 10위권 진입.
- 지금까지 34장의 모든 오리지널 앨범이 10위권에 진입했으며, 또한 10만 장 이상의 판매량을 기록하고 있다.

## 수록곡
1. Blue Planet
2. 海に来て 우미니키테[*] 바다에 오면
3. 哀しみのルート16 가나시미노루토주로쿠반[*] 슬픔의 루트 16
루트 16은 국도 16호선 (일본).
4. もうここには何もない 모코코니와나니모나이[*] 이미 여기에는 아무것도 없어
5. あなたに届くように 아나타니토도쿠요니[*] 당신에게 닿을 수 있도록 (album version)
선행 싱글곡.
6. Many is the time
7. 虹の下のどしゃ降りで 니지노시타노도샤부리데[*] 무지개 아래의 폭우에서 (album version)
2006년 2월 15일에 싱글로 발매되었다.
8. Escape
9. Forgiveness
10. ついてゆくわ 쓰이테유쿠와[*] 함께 가요 (album version)
선행 싱글곡. TBS계 드라마 《꿈에서 만나요》(夢で逢いましょう)의 주제가이다. 싱글에서는 가사가 아버지와 딸의 내용이었지만, 앨범에서는 연인 사이로 크게 바뀌었다.
11. 時空のダンス 도키노단스[*] 시공의 댄스 (album version)
12. Smile again(YUMING version)